# Die Braut des Dämons will gegessen werden
Die Braut des Dämons will gegessen werden (japanisch 鬼の花嫁は喰べられたい Oni no Hanayome wa Taberaretai) ist eine Mangaserie von Keiko Sakano, die seit 2020 in Japan erscheint. Die romantische Komödie wurde ab 2021 auch ins Deutsche übersetzt. Die Geschichte dreht sich um die Liebe eines Dämons zu einem Mädchen, das ihm geopfert werden sollte. 

## Inhalt
Das Mädchen Mashiro wurde als Kind vom mächtigen Dämon Shuten Dōji gerettet. Als Dank verspricht sie, sich ihm im Alter von 17 Jahren zu opfern. Ihre Eltern hat sie schon lange verloren und die Verwandten, bei denen sie untergekommen ist, behandeln Mashiro schlecht. Als die Zeit heran ist, will Mashiro den Dämon heiraten, um danach von ihm gefressen zu werden. Doch Shuten Dōji hat sie inzwischen ins Herz geschlossen und macht keine Anstalten, sie nach der Hochzeit zu fressen. Mashiro ist von der Situation überfordert, hat sie sich doch nur darauf vorbereitet, nun gefressen zu werden. Der Dämon dagegen will ihr nur seine Liebe zuteilwerden lassen. Zugleich will er vor seinen Untergebenen nicht schlecht dastehen, weil er sich in ein Menschenmädchen verliebt hat. So muss er sein Benehmen immer wieder abwägen, aber dennoch entstehen Missverständnisse.

## Veröffentlichungen
Der Manga erscheint seit Januar 2020 im Magazin Hana to Yume beim Verlag Hakusensha. Dieser bringt die Kapitel seit September 2020 auch in bisher elf Sammelbänden heraus. Eine deutsche Übersetzung erscheint seit November 2021 bei Altraverse. Die Übersetzerin ist Rahel Niedermann.
Eine Umsetzung der Geschichten in Form eines Web-Anime mit zwei 10 Minuten langen Teilen wurde am 20. und 27. Dezember 2021 auf YouTube über einen Kanal des Verlags veröffentlicht. Der Anime entstand bei Studio Magia unter der Regie von Akira Ishiguro, der zusammen mit Keiko Wang auch die Drehbücher schrieb. Die Musik komponierten Ayato Utsunomiya und Kensei Kuromiya. Die Charaktere werden gesprochen von Maaya Uchida (Mashiro) und Junichi Suwabe (Shuten Dōji).
Mit dem Magazin Hana to Yume erschien 2022 ein Hörspiel. Neben den Stimmen aus dem Anime waren auch Nobunaga Shimazaki und Kappei Yamaguchi zu hören.